# Kociuriv, Haisîn
Kociuriv (în ucraineană Кочурів) este un sat în comuna Kuna din raionul Haisîn, regiunea Vinnița, Ucraina.

## Demografie
Componența lingvistică a localității Kociuriv
     Ucraineană (98,65%)
     Rusă (1,35%)
Conform recensământului din 2001, majoritatea populației localității Kociuriv era vorbitoare de ucraineană (98,65%), existând în minoritate și vorbitori de rusă (1,35%).